# Grass River (Sankt-Lorenz-Strom)
Der Grass River ist ein rechter Nebenfluss des Sankt-Lorenz-Stroms im St. Lawrence County des US-Bundesstaats New York.

## Flusslauf
Der Grass River entsteht in den nördlichen Ausläufern der Adirondack Mountains am Zusammenfluss seiner Quellflüsse South Branch und Middle Branch Grass River. Er fließt in überwiegend nördlicher Richtung.
Nach knapp 6 km mündet der North Branch Grass River rechtsseitig in den Fluss. Der Grass River fließt östlich an Hermon vorbei. Er setzt seinen Kurs nach Norden fort und durchfließt die Stadt Canton. Die Orte Madrid und Louisville liegen an seinem Ufer. Kurz vor Erreichen des Sankt-Lorenz-Stroms wendet sich der Grass River nach Osten. Er durchfließt die Stadt Massena. Dort trifft der Massena Power Canal, ein Seitenkanal des Sankt-Lorenz-Stroms, linksseitig auf den Fluss. Nach weiteren 10 km mündet der Grass River schließlich unterhalb der am Sankt-Lorenz-Seeweg gelegenen Schleuse Snell Lock in den Sankt-Lorenz-Strom. Der Grass River hat eine Länge von 117 km. 

## Namensherkunft
Der Grass River wurde nach dem französischen Admiral François Joseph Paul de Grasse (1722–1788) benannt. Dieser unterstützte die amerikanischen Streitkräfte 1781 während der Schlacht von Yorktown im Amerikanischen Unabhängigkeitskrieg. Früher gab es auch die Schreibweise Grasse River.

## Wasserkraftanlagen
Am Grass River befindet sich 10 km südlich von Canton das Wasserkraftwerk Pyrites (⊙). Es hat drei Turbinen mit einer Gesamtleistung von 8,2 MW.

## Verschmutzung
Der 10 km lange Flussabschnitt vom Massena Power Canal bis zur Flussmündung ist PCB-belastet. 
Verursacher sind mehrere Industriebetriebe in Massena, darunter Alcoa.